# Volker Wieprecht

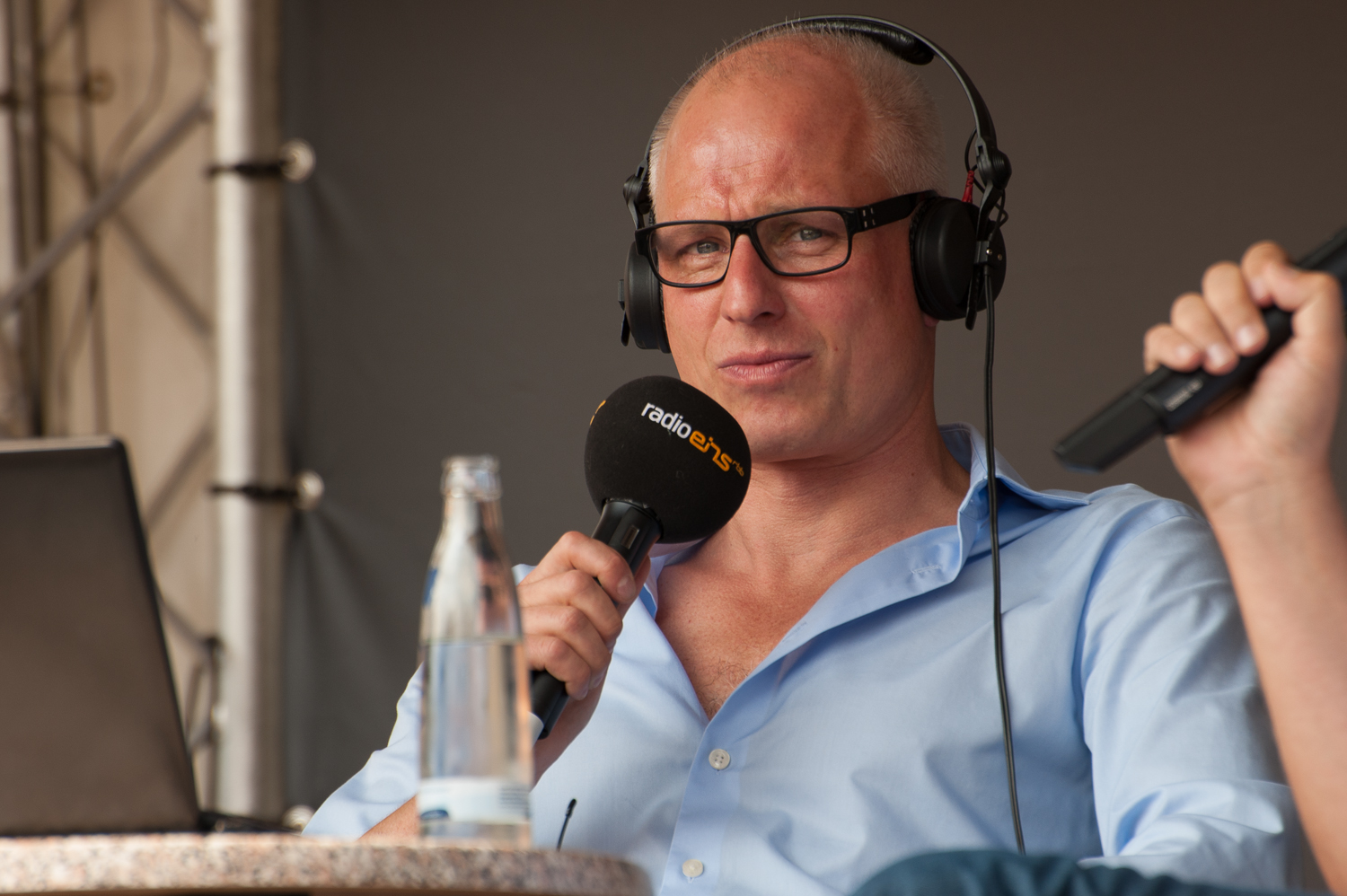
Volker Wieprecht, radioeins Parkfest 2013

Volker Wieprecht (* 30. Oktober 1963 in Herne) ist ein deutscher Rundfunkjournalist,  Moderator, Autor und Unternehmer in Berlin.

## Leben
Volker Wieprecht hatte Germanistik, Philosophie und Altphilologie studiert, bevor er ab Mitte der 1980er Jahre als Reporter beim Sender Freies Berlin (SFB) arbeitete. 1987 begann er mit der Moderation von Kinder- und Jugendsendungen. Im April 1990 ging der SFB-Jugendsender Radio 4U „on air“; Wieprecht war dort von Beginn an als Morgenmoderator tätig. Im Zeitraum 1992/93 unterbrach er diese Tätigkeit, um als freier Korrespondent in den USA zu arbeiten. 1993 begann Wieprecht zunächst mit Ken Jebsen für Radio Fritz, die Jugendwelle des Ostdeutschen Rundfunks Brandenburg (ORB), zu arbeiten. Gemeinsam moderierten sie die Morgensendungen. 1994 verließ Jebsen Radio Fritz und wechselte zum Zweiten Deutschen Fernsehen (ZDF).
Ebenfalls 1994 wurde Wieprecht vom Musikexpress zum besten deutschen Radiomoderator gewählt. Etwa zur gleichen Zeit lernte er bei Radio Fritz den Redakteur Robert Skuppin kennen. In ihm fand Wieprecht einen neuen Partner am Mikrofon. Das Duo ging bis 2011 gemeinsam on air.
1997 verließen Wieprecht und Skuppin den Sender Fritz zusammen mit Chefredakteur Helmut Lehnert, um ein neues Tagesbegleitprogramm für erwachsene Hörer aus der Taufe zu heben: Gemeinsam erarbeiteten sie das Konzept für Radio Eins. Der Sender ging am 29. August 1997 auf den Äther und gehört heute zum Rundfunk Berlin-Brandenburg (RBB). Wieprecht moderierte auch bei Radio Eins weiter mit Robert Skuppin, zunächst das Wochenend-Format Die schöne Sendung, später die werktägliche Frühstrecke Der schöne Morgen. Ab 2000 arbeiteten beide hauptsächlich für die tagesaktuelle Infotainment-Sendungen Der Tag und Die schöne Woche auf Radio Eins. Später moderierte er beide Sendungen ohne Robert Skuppin, da dieser zum Programmchef von Radio Eins ernannt wurde.
Im Jahr 1998 gründeten Wieprecht und Skuppin zwei Agenturen: Die Agentur der apparat multimedia gmbh entwickelt bis heute Hörfunkformate, erstellt Radio- und Fernsehsendungen sowie Hörbücher und Podcasts. Die Agentur der apparat event gmbh organisiert Partys, Events und Veranstaltungen in Berlin und Umgebung. Beide Agenturen waren bis Ende Mai 2011 im alleinigen Besitz Skuppins. Gemeinsam moderierte das Duo zahlreiche regionale und nationale Veranstaltungen. Beide haben darüber hinaus mehrere Bücher verfasst und Best-of-CDs ihrer Moderationen veröffentlicht. Skuppin ist mittlerweile Chefredakteur von Radio Eins und sie treten nur bei ausgewählten Gelegenheiten öffentlich gemeinsam auf.
Im September 2013 erhielt Wieprecht den Deutschen Radiopreis in der Kategorie „Bester Moderator“.
Seit Februar 2019 moderiert Wieprecht im Wechsel mit den anderen Moderatoren die Nachrichtensendung rbb24 Abendschau. Im März 2021 startete das Format rbb spezial – der Talk mit Volker Wieprecht. Am 26. September 2021 moderierte er gemeinsam mit Eva-Maria Lemke die Wahl-Sondersendung Ihre Wahl im rbb-Fernsehen. Von Oktober 2021 bis 2022 sendete der rbb das Gesprächsformat Wieprecht mit Wieprecht als Gastgeber und Moderator.

## Schriften
- Zwischen Kreisel und Kleistpark, be.bra verlag, Berlin 2014, ISBN 978-3-89809-119-0.

Gemeinsam mit Skuppin:
- Das schöne Buch. Argon Verlag, Berlin 2004. ISBN 3-87024-724-X.
- Berliner Populäre Irrtümer – ein Lexikon. bebra-Verlag, Berlin 2005. ISBN 3-7466-8147-2.
- Das Lexikon der verschwundenen Dinge. Rowohlt Verlag, Berlin 2009. ISBN 978-3-87134-639-2.
- Das Lexikon der Rituale: Von Abschied bis Zigarette danach. Rowohlt, Berlin 2010. ISBN 978-3-87134-684-2.
- Das erste Mal. Küssen, Fliegen, Siegen und andere Debuts. Rowohlt, Berlin 2013. ISBN 978-3-87134-746-7.